# Пошукова доступність
Пошукова доступність (англ. Find-ability):
1. Якість, що визначає здатність бути виявленим або доступним.
2. Ступінь легкості виявлення конкретного об'єкта.
3. Ступінь, в якій система або навколишнє середу підтримує навігацію і доступ до об'єкта [12, с. 20].

## Загальна характеристика пошукової доступності
Пошукова доступність – це якість, яка може вимірюватися як на рівні системи, так і на рівні об'єкта. Ми можемо вивчати особливості конкретного об'єкта, що полегшують або ускладнюють його виявлення: заголовок документа, колір рятувального жилета, наявність радіоярлика. Ми також можемо оцінити, наскільки система в цілому здатна допомогти людині знайти дорогу або відшукати те, що йому потрібно. Для пошукової доступності потрібно визначення, розмежування, відмінність. У фізичному середовищі розмір, форма, колір і місце розташування дозволяють відрізняти об'єкти один від одного. У цифровому світі ми у великій мірі покладаємося на слова: слова як мітки, посилання та ключові слова [12; с. 20].

## Проблема пошукової доступності в історичній перспективі
Орієнтування – послідовність уявлень і дій людини, що дозволяють йому дістатися з одного місця в інше. Орієнтування може виявитися обтяжливою завданням в залежності від індивідуума, середовища та ситуації. Орієнтування можна розглядати як п'ятиступінчастий процес. Перший крок - визначення поточного місцезнаходження. Далі йдуть визначення кінцевої мети, проходження по оптимальному маршруту до цієї мети, розпізнавання цілі і знаходження зворотного шляху до точки відправлення [1]. 
Орієнтація - вміння визначати і визначення місця або напрямки: руху, діяльності, інтересів і т.д. [7].  
	На жаль, занадто мало відомо про «передісторії» орієнтування людини, яка тривала приблизно два мільйони років. З періоду, що передував появі писемності 5500 років тому, до нас дійшла маленька частина матеріалів, і нам лише залишається будувати наукові здогадки. Люди століттями займалися структуруванням, організацією та передметизацією інформації. Ще в 660 р. до н. е. глиняні таблички ассирійського царя були розкладені за темами. У 330 р. до н. е. бібліографія Олександрійської бібліотеки була розміщена на 120 свитках. У 1873 році Мелвіл Дьюі (Melvil Dewey) придумав «десяткову систему Дьюі» для організації й спрощення доступу до неухильно зростаючої кількості книг [10, с. 28-29].
Хоча зі збережених карт найдавніші – вавилонські глиняні таблички, що датуються 2500 роком до н. е., перші карти, безсумнівно, з'явилися за тисячі років до цього в первісних спільнотах. Традиційно карта служила і сховищем даних, і їх візуальним представленням [12, с. 46-47]. 
Для орієнтування в різнорідної середовищі всі люди - від племен мисливців і збирачів в африканській савані до жителів Нью-Йорка і Лос-Анджелеса і користувачів Yahoo і Google - застосовують одні й ті ж успадковані від далеких предків почуття і навички. Коли інформаційний вік все швидше і глибше захоплює нас в кіберпростір, знання історії орієнтування людини у природному і забудованому середовищах виявляється вельми до речі.
Довіряючи всі свої знання і досвід книгам, люди навчилися зберігати їх. Скарбницями книг називають бібліотеки. У перекладі з давньогрецької мови слово “бібліотека” означає приміщення, де зберігаються книги (“бібліо” – книга, “тека” – сховище). В Україні перша бібліотека з'явилася за часів Київської держави. Її створив князь Ярослав Мудрий у 1037 р. [9]. 
Здійснення ефективного пошуку документів можливе лише за умови певної організації зберігання самих документів і відомостей про них. Інакше кажучи, необхідно дотримуватися зручного порядку в розташуванні документів у фондосховищах та їхніх бібліографічних записів у пошукових масивах [6, с. 110]. 
Надійним джерелом пошуку книг є бібліографія. Вона веде облік і систематизує друковані твори  з усіх галузей знань, складає різні бібліографічні покажчики, щоб сприяти ефективному використанню їх та швидкому пошуку [9]. Тому введені такі поняття як бібліографічний опис, індексування документів (види індексування: систематизація, предметизація, координатне індексування), анотація, реферування, бібліографічний документ, оглядовий документ та аналітичний документ. 
Часто наприкінці книги можна знайти бібліографію. Це список книжок та статей на тему, що розглядається, або покажчик використаної літератури. За літературою, вказаною у бібліографії, можна більш докладно розглянути питання, що цікавлять читачів. Така інформація допоможе зорієнтуватися студентам у виборі літератури [9].  
Зараз все популярнішим стає пошук в інтернеті. За допомогою якого можна знайти будь-яку інформацію за ключовими словами.
Всесвітня павутина потребує понятті, яке однаково відноситься і до минулого, і до майбутнього. Це поняття – пошукова доступність. Воно вміщує в себе наш багатовіковий досвід орієнтування в природному і забудованому середовищах, схрещуючи його з практичною спрямованістю вебюзабіліті. Пошукова доступність - це міст між фізичним і цифровим світами, що дозволяє нам імпортувати та експортувати будь-які поняття. У міру подальшого переплетення двох світів ми станемо проводити на цьому мосту все більше часу [11, с. 68].

## Призначення та використання
Для орієнтації в потужних документно-інформаційних потоках, для проведення ефективного й оперативного пошуку інформації здійснюється наукова (або аналітико-синтетична) обробка документів. її суть полягає у згортанні інформації про первинні документи на основі застосування методів аналізу і синтезу.
Наукова обробка документів здійснюється сьогодні всюди, де людина має з ними справу. Процеси складання бібліографічних описів, систематизації, предметизації, анотування, складання бібліографічних оглядів широко використовуються в бібліотеках. Без них неможливо комплектувати й організовувати бібліотечний фонд, неможливо інформувати читачів про склад і зміст цього фонду. Уся бібліографічна робота бібліотеки — інформаційна і довідкова — ведеться з використанням різноманітних видів аналітико-синтетичної обробки. Уся робота з безпосереднього обслуговування читачів не може обійтися без різних видів такої обробки.
В органах науково-технічної інформації найчастіше виконують процеси реферування, індексування, наукового перекладу, складання аналітичних оглядів, вилучення фактів з документів, проте вони постійно мають справу і з бібліографічними описами, і з анотаціями. Адже ці органи ведуть довідковий апарат — каталоги, картотеки, банки даних — і публікують велику кількість інформаційних матеріалів: реферативні журнали, експрес-інформації, наукові переклади, реферативні збірники тощо.
Велика робота з документами ведеться в архівах. Сюди вони надходять, тут зберігаються, тут ними можна користуватися. Хоч це й своєрідні матеріали, але це документи, які необхідно обробити, щоб забезпечити можливість подальшого використання їх. Архівні документи потребують аналітико-синтетичної обробки.
Значна кількість різноманітних документів зберігається в музеях, особливо літературних, персональних музеях діячів науки, мистецтва, громадських і політичних діячів. Тут їх також обробляють, щоб потім використовувати в науково-дослідницькій роботі.
Більшість людей стикаються у своїй трудовій діяльності та повсякденному житті з різноманітними видами аналітико-синтетичної обробки документів. Наукові працівники, проводячи дослідження, передусім розшукують літературу про об'єкт, який вивчається. Складаючи звіт про виконане дослідження, вони обов'язково подають у ньому огляд літературних джерел з теми, список використаної літератури. Такі ж списки, як правило, вміщують у наукових статтях, монографіях, у них же є посилання на документи, що цитуються і згадуються. Усе це потребує використання бібліографічних описів. Виробничники постійно звертаються до нормативно-технічної документації і посилаються на неї при розробці проектів, креслень, ознайомлюються з реферативними й оглядовими виданнями. Працівники офісів постійно мають справу з діловими документами, які також підлягають певній обробці для зручності подальшого зберігання й пошуку.
Студенти, учні не можуть обійтися без розшукування потрібної літератури, без використання і складання списків літератури. Читачі періодичних видань мають змогу ознайомитися з оглядами, рецензіями, що публікуються в таких виданнях і часто супроводжуються бібліографічними описами. Бібліографічні описи, анотації, що вміщуються в книгах, допомагають читачам орієнтуватися в їхньому змісті, формі, призначенні.
Усі розглянуті види обробки документів не є формальними, вони потребують певних, а часто і значних інтелектуальних зусиль людини. В основі їх лежать наукові методи пізнання (аналіз і синтез), тому вони об'єднуються поняттям "наукова обробка документів" на противагу технічній обробці, яка є обліком і реєстрацією документів, що увійшли до фонду.
В процесі обробки документів усе активніше впроваджується автоматизація. У наш час здійснюють автоматизоване індексування, автоматизоване анотування і реферування, до автоматизоватих ІПС вводять бібліографічні описи. Слід розуміти, що дані комп'ютеру для проведення потрібної операції надає людина, тому вона повинна знати, яка саме інформація необхідна в кожному випадку, для чого важливо знати суть процесів, що виконує машина, вміти їх виконувати. Ось чому, незважаючи на здійснення комп'ютеризації інформаційної справи, значення аналітико-синтетичної обробки документів не зменшується, не зменшуються й вимоги до знань і навичок фахівців у цій галузі. Навпаки, вони зростають, оскільки кожна помилка коштує більше, ніж у традиційних системах, її важче виявити [6, с. 22-25].

## Методи та способи забезпечення пошукової доступності
Людина кожного дня стикається з пошуковою доступністю: коли їй потрібно дійти кудись або  знайти щось. Тому це дуже актуальна тема, якою займається Пітер Морвіль – письменник, президент і засновник «Semantic Studios», ведучий інформаційної архітектури, доповідач і консультант. Він визнаний експерт у сфері систематизації роботи інформаційних архітектур, який ввів термін «пошукова доступність» [8; 2].

### Розробка інформаційної архітектури
Ця сфера знань поки відносно нова, і знаходиться в стадії розвитку, отже визначення інформаційної архітектури залежить від того, хто його дає. Інформаційна архітектура пов'язана з пошуковою доступністю тому що: 

Інформаційна архітектура - поєднання схем організації, предметизації і навігації, реалізованих в інформаційній системі. Вона займається принципами систематизації інформації та навігації по ній з метою допомогти людям більш успішно знаходити та обробляти потрібні їм дані [4]. 
Також є ще кілька визначень:
- Структурний проектування інформаційного простору, що сприяє виконанню завдань і інтуїтивному доступу до вмісту.
- Мистецтво і наука структурування та класифікації вебсайтів з метою полегшення користувачам пошуку інформації та управління нею.
- Розвивається дисципліна і спільнота практиків, що ставить своїм завданням поширення принципів проектування та архітектури на цифрових просторах [10, с. 26-27].

Це означає, що оптимізація пошукової програми на сайті з метою допомогти відвідувачам швидше знайти те, що їм потрібно, є інформаційною архітектурою (information architecture). Оптимізація ж пошукової програми для балансування навантаження у відання IA не входить. Розробка системи написів в меню навігації на сайті - є IA. Рішення про те, яким кольором буде оформлено це меню навігації вже не в веденні IA.
Добре продумана інформаційна архітектура гарантує, що користувачі витратять менше часу на пошук потрібної інформації, і майже ніколи не скажуть, що вони чогось не знайшли. При хорошій архітектурі вони завжди знайдуть, що один документ пов'язаний посиланнями з іншими документами по тій же темі. Вони завжди зможуть легко переключатися з пошуку документів на їх перегляд і назад. Вони краще будуть розуміти, яку інформацію сайт може їм запропонувати [12].  
Основний предмет інформаційної архітектури це: 
1. організація інформації,
2. навігація по ній,
3. присвоєння позначень,
4. пошук [12].

### Аналітико-синтетична переробка інформації
Протягом усього періоду розвитку науки і культури йде процес накопичення інформації та знань, які фіксуються в документах. Кількість документів постійно збільшується. У сфері інформації діють закони прискорення розвитку науки, внаслідок чого постійно зростає потужність документно-інформаційного потоку, відбувається концентрація та розпорошення публікацій у періодичних виданнях, старіння інформації. Усе це призводить до серйозних труднощів у роботі з документами й інформацією, яку вони містять. У той же час значення інформації в житті людей постійно зростає. Визначною рисою сучасної епохи є інформатизація всіх галузей людської діяльності. Інформаційні ресурси розглядаються як багатство, що не поступається за своїм значенням і потенційним ефектом природним ресурсам.
Оскільки наукова обробка документів базується на використанні методів аналізу й синтезу, її часто називають аналітико-синтетичною і визначають таким чином: аналітико-синтетична переробка інформації — це процеси перетворення інформації, що міститься в первинному документі, з метою створення вторинних документів. Для забезпечення різноманітних інформаційних запитів користувачів існують різні види наукової обробки документів. Найчастіше до них відносять: складання бібліографічних описів документів, індексування, анотування, реферування, хоча остаточно проблему видів цієї обробки досі не розв'язано. Багато фахівців зараховують до аналітико-синтетичної обробки також підготовку оглядових творів, науковий переклад, вилучення фактів та ін.
У процесі інформування про документи, користування ними доводиться їх називати, посилатися на них, складати списки, відрізняти один документ від інших. Здійснювати це можливо завдяки бібліографічним описам, які подають певний набір відомостей про документи, відомостей, що характеризують їхні найважливіші ознаки. Це ознаки, в основному, зовнішнього характеру, які стосуються не стільки змісту, скільки оформлення документа, хоча можуть наводитися і найзагальніші відомості про його зміст. Так, з бібліографічного опису можна дізнатися прізвище автора, якщо воно є в книзі, назву книги, час, місце, мову видання, обсяг книги тощо. Оскільки назва часто відповідає змісту книги, то можна дізнатися і про нього. 
Розкрити зміст документа дає змогу індексування. Суть індексування полягає у зарахуванні документа до певної групи, класу відповідно до змісту. Кожен клас позначається певним кодом відповідної інформаційно-пошукової мови, тобто мови, що призначена для передачі змісту документів з метою подальшого пошуку. Існують різні інформаційно-пошукові мови, перш за все, такі, де класи будуються за ознакою галузей знань і позначаються класифікаційними індексами. Наприклад, індекс 73 означає, що книга належить до класу "Інформатика", оскільки розглядає проблеми цієї науки. Визначення класифікаційного індексу документа відповідно до його змісту називається систематизацією.
Зміст документа можна висловити й іншою інформаційно-пошуковою мовою — мовою предметних рубрик. У цьому ви падку клас документів позначається кодом у вигляді предметної рубрики, тобто у вигляді короткого формулювання предмета, який розглядається в документі. Так, книга з інформатики може бути зарахована до класу, що позначається предметною рубрикою "Інформатика". Визначення предметної рубрики для документа відповідно до його змісту називається предметизацією.
У дескрипторних інформаційно-пошукових мовах, інформаційно-пошукових мовах ключових слів зміст документа передають за допомогою ключових слів і так званих дескрипторів. Це найважливіші спеціальні терміни, які вживаються в тексті документа. Для книги з інформатики це, наприклад, можуть бути такі поняття: "інформаційний пошук", "інформаційно-пошукова мова", "науково-технічна інформація", "інформатика" та ін. Визначення ключових слів і дескрипторів здійснюється в ході координатного індексування.
Таким чином, при індексуванні зміст документа перекладають з природної мови на штучну інформаційно-пошукову, значно лаконічнішу, більш формалізовану.
Бібліографічний опис, систематизація, предметизація не завжди досить повно і чітко для користувача розкривають зміст документа. Зрозумілішу і повнішу характеристику може бути надано в результаті його анотування і реферування. Анотування — це процес складання анотації, тобто стислої характеристики документа, його частини або групи документів з погляду призначення, змісту, форми та інших особливостей. 
Анотації часто вміщують після бібліографічного опису на звороті титульних аркушів книг, в інформаційних виданнях, бібліографічних покажчиках, на картках бібліотечних каталогів.
У процесі реферування складають реферат — короткий виклад змісту документа або його частини, який включає основні фактичні відомості та висновки, необхідні для первісного ознайомлення з документом і виявлення доцільності звертання до нього [6, с. 11-17].
Основні види інформаційних документів
Інформаційні документи є основними видами інформаційної продукції.  Інформаційний продукт — це один із найпоширеніших засобів подолання труднощів на шляху доведення інформації до споживача в умовах інформатизації суспільства. Вони є результатом наукової (аналітико-синтетичної) обробки документів, здійснюваної з метою ознайомлення вчених, фахівців з новітніми вітчизняними і зарубіжними досягненнями для орієнтування споживачів у документних потоках, масивах, ресурсах і фондах, що функціонують у суспільстві, обсяги яких усе більше зростають. Інформаційні документи зараховують до групи вторинних документів.
Інформаційний документ (ІД) — це документ систематизованих або узагальнених відомостей про опубліковані чи неопубліковані дані з першоджерел, виготовлений організаціями, які здійснюють науково-інформаційну діяльність. Інформаційні документи містять систематизовані знання про первинні опубліковані й неопубліковані документи у формі описів, анотацій, рефератів на окремі документи або у формі оглядів групи документів певної тематики чи виду (статті, книги, нормативно-технічна документація, звіти про науково-дослідні і дослідно-наукові роботи, депоновані рукописи, дисертації, ресурси інтернет тощо).
- Бібліографічний документ — це інформаційний документ  упорядкованої сукупності бібліографічних записів.
- Реферативний документ — це інформаційний документ сукупності бібліографічних записів, включно з рефератами. Реферат — це короткий виклад змісту документа чи його частини, що включає основні фактичні відомості та висновки, необхідні для початкового ознайомлення  з документом.
- Оглядовий документ — це інформаційний документ одного чи кількох оглядів, які відображають підсумки аналізу та узагальнення відомостей з різних джерел. Основну складову документа становить огляд — концентрований виклад змісту сукупності документів  з певної теми за певний проміжок часу.
- Аналітичний документ — це інформаційний документ, що є результатом аналізу, синтезу й оцінювання змісту значної кількості первинних документів з певної теми (проблеми) за певний проміжок часу. Часто такі ІД називають оглядово-аналітичними. Такий поділ ІД на види є достатньо умовним, позаяк більшість з них поєднують у собі всі методи аналіти-косинтетичної обробки первинних документів [6, с. 287-290].